# Parti pour la Bosnie-Herzégovine

Le Parti pour la Bosnie-Herzégovine (en Stranka za Bosnu i Hercegovinu, abrégé en SBiH) est un parti politique bosniaque de Bosnie-Herzégovine. Le SBiH est fondé en 1996 et est dirigé par Haris Silajdžić.
Le SBiH souhaite la fin des deux entités qui composent la Bosnie-Herzégovine.
Le principal concurrent du SBiH dans l'électorat bosniaque est le Parti d'action démocratique.